# Pelecorhynchus occidens
Pelecorhynchus occidens är en tvåvingeart som beskrevs av Hardy 1933. Pelecorhynchus occidens ingår i släktet Pelecorhynchus och familjen Pelecorhynchidae. Inga underarter finns listade i Catalogue of Life.